# Ciénaga
För andra betydelser, se Ciénaga (olika betydelser).
Ciénaga är en kommun och stad i Colombia.   Den ligger i departementet Magdalena, i den norra delen av landet, vid Karibiska havet, 700 km norr om huvudstaden Bogotá. Antalet invånare är 101 985. Arean är 1 812 kvadratkilometer.
Kommunen ingår i Santa Martas storstadsområde och centralorten 91 606 invånare år 2008.